# 10501 Ардмаха
10501 Ардмаха (1987 OT, 1977 DK11, 1991 JE6, 1992 UM10, 1996 QY1, 10501 Ardmacha) — астероїд головного поясу, відкритий 19 липня 1987 року.
Тіссеранів параметр щодо Юпітера — 3,293.